# Tsar
Pour les articles homonymes, voir Tsar (homonymie).

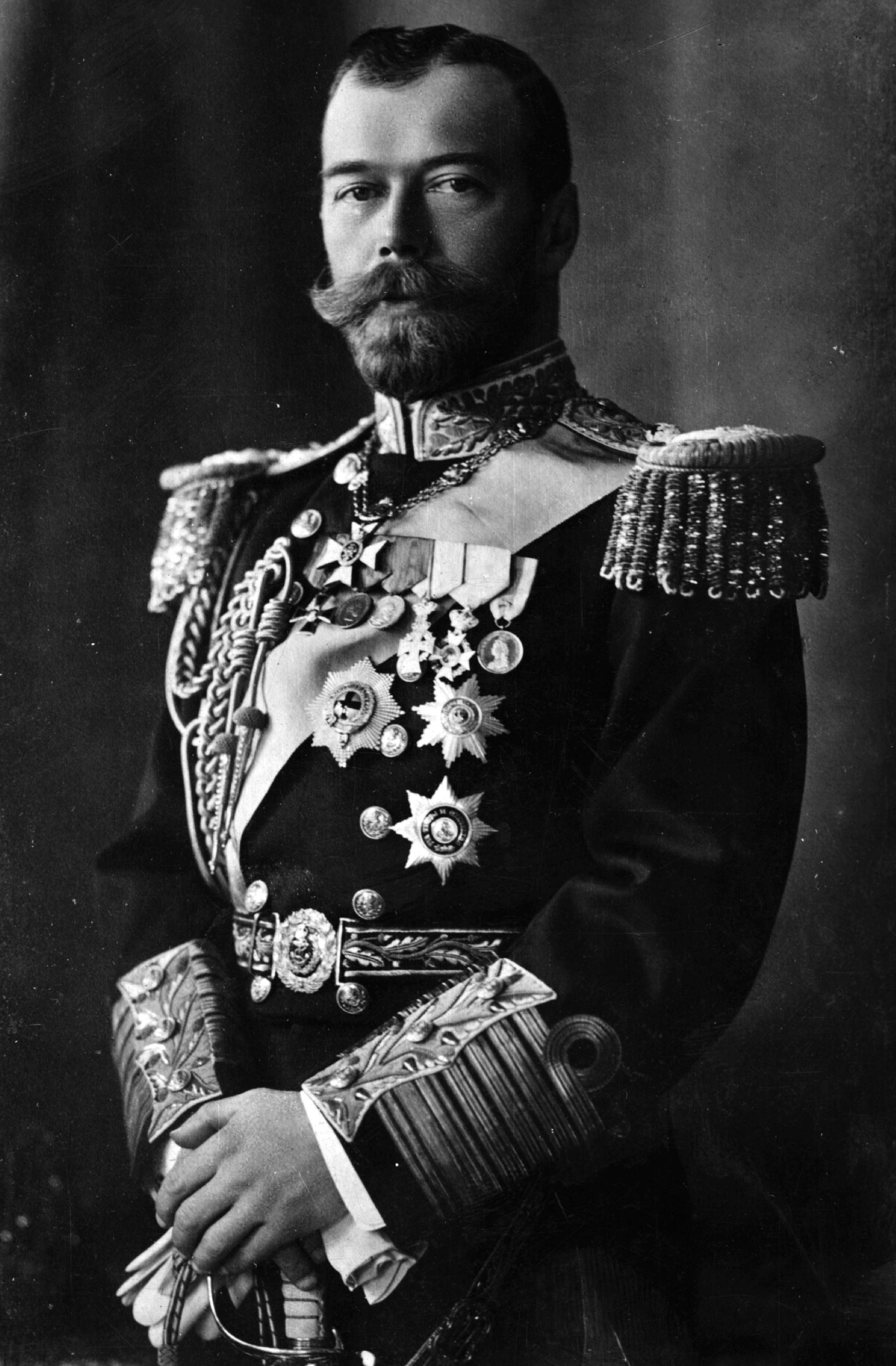
Nicolas II, dernier tsar de l'Empire russe.

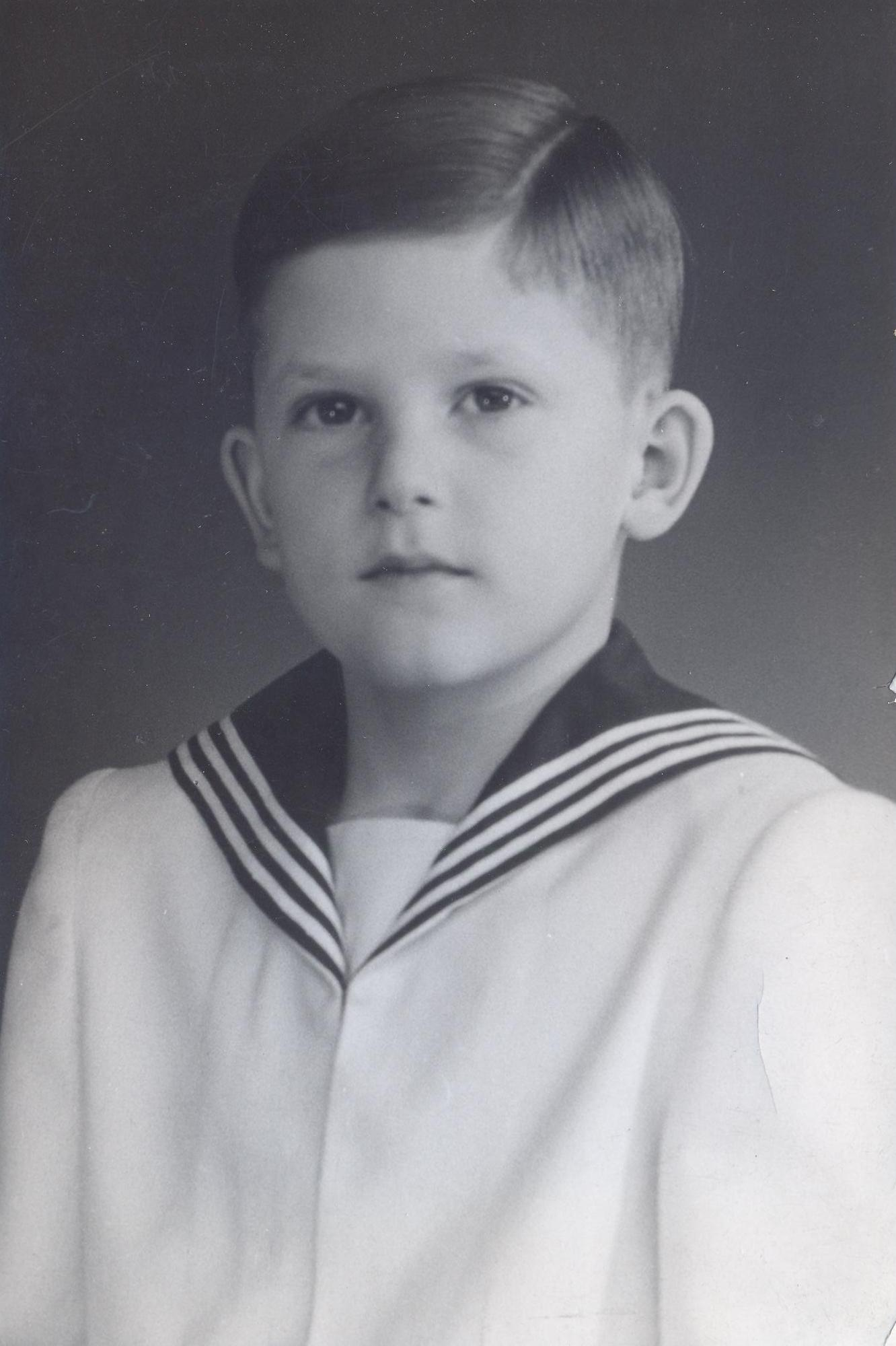
Siméon II, dernier tsar des Bulgares.

Le titre de tsar est un titre royal ou impérial porté par les souverains de la Russie (de 1547 à 1917), de la Bulgarie (de 917 à 1018, de 1185 à 1422 et de 1908 à 1946) ou de la Serbie (de 1346 à 1371). Le tsarisme est une forme d'autocratie (plus tard de l'absolutisme) spécifique à la grande-principauté de Moscou (devenu par la suite le tsarat de Russie, puis l'Empire russe).

## Étymologie

### Étymologie probable

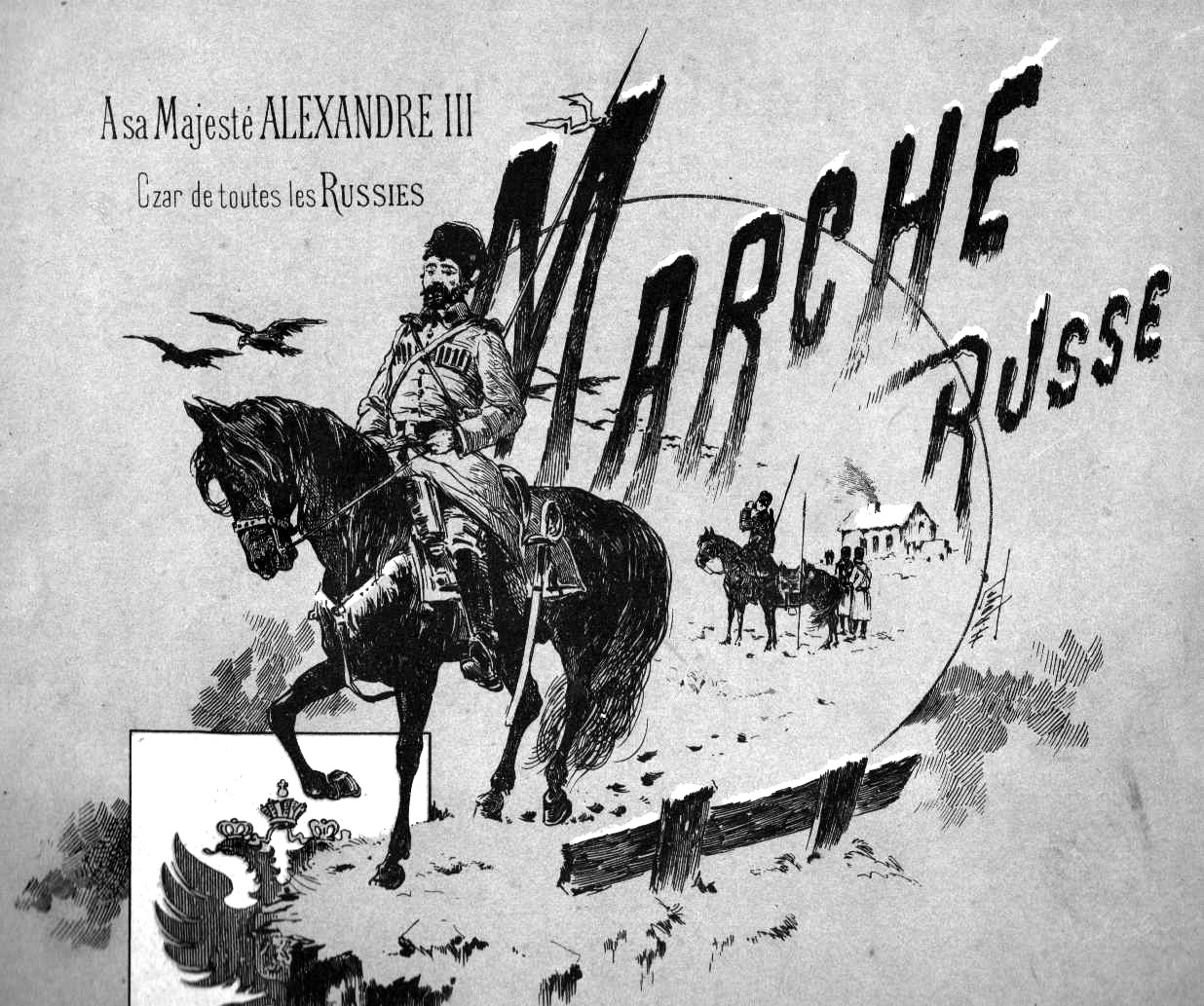
À sa Majesté Czar de toutes les Russies - Marche Russe, de Louis Ganne.

En français, le terme « tsar » s'écrivait « czar », « tzar » ou « csar ». La première orthographe attestée en français est « czar »[réf. nécessaire] ; cette orthographe est due au diplomate autrichien Sigmund von Herberstein dans son ouvrage en latin, Notes sur les affaires moscovites (Rerum Moscoviticarum Commentarii, 1549). Les deux autres étaient plus rares ou même anecdotiques (comme « csar ») ; elles sont maintenant remplacées par « tsar ».
En russe, le terme « tsar » s'écrit царь ; en bulgare, en macédonien et en serbe, il s'écrit цар. « Tsar » provient, par l'intermédiaire du grec utilisé dans l'Empire byzantin, puis du slavon, du titre latin César, qui a également donné l'allemand Kaiser.

### Étymologies possibles
Voltaire cependant, dans La Russie sous Pierre le Grand, conteste l'origine latine du mot : en effet, le titre de « tsar » était porté par des princes orientaux de la Horde d'or (Kazan, Astrakhan). En réalité, le mot « tsar » n'était utilisé en Russie jusqu'au XIIIe siècle que pour désigner le Basileus (Βασιλεύς), le « César » de l'Empire byzantin ; ce n'est qu'au cours du XIIIe siècle que les khans de la Horde d'Or ont commencé à porter eux-mêmes le titre de « tsar », ce qui n'implique donc pas que le mot soit d'origine mongole. Il demeure cependant que le grand prince de Moscou n'a usé du titre de « tsar » qu'après avoir vaincu les khans de la Horde d'Or.
D'autre part, certaines sources mettent en avant qu'une origine persane du mot « tsar » (à partir du mot persan سر, sar, qui signifie « tête », « chef » ou « commencement ») est « plus probable » que l'étymologie très largement majoritaire du mot « tsar », du slavon цѣсарь, tsěsarĭ, César.

### Implication historique du titre en Russie
En Russie, l'origine de ce titre est directement liée au rôle que la Russie considérait avoir comme héritière de l'Empire byzantin et par conséquent, de l'Empire romain, gouverné par les Césars. Le terme de « tsar » était en effet officieusement utilisé depuis que le grand-prince Ivan III de Moscou avait épousé la princesse byzantine Sophie Paléologue le 12 novembre 1472 en la cathédrale de la Dormition de Moscou. En effet, en épousant la nièce de Constantin XI, il s'imposait comme successeur du Basileus, la chute de Constantinople datant de 1453.

## Tsar de Russie

### Évolution
Le terme « tsar » a désigné le souverain russe à partir du 16 janvier 1547, jour où Ivan IV le Terrible, auparavant grand-prince de Moscou, a été sacré « tsar de toutes les Russies » en la cathédrale de la Dormition à Moscou. Ce nouveau titre lui confère un statut similaire à celui d'un empereur.
En 1721, Pierre Ier le Grand décide de changer son titre : il abandonne celui de tsar pour prendre celui, plus occidental, d’imperator, c'est-à-dire d’empereur, afin que l'Empire russe soit considéré comme « la Troisième Rome », succédant ainsi à l’Empire romain et à l’Empire byzantin (l'héritière byzantine Sophie ayant épousé Ivan III). Tous ses successeurs adoptent ce nouveau titre, mais le terme de « tsar », correct mais non officiel, demeure cependant le plus usité, tant en Russie que dans le reste du monde.
À la fin de l'Empire Russe, le titre officiel complet de Nicolas II était :

« Par la grâce de Dieu, Nous Nicolas, Empereur et autocrate de toutes les Russies, de Moscou, Kiev, Vladimir, Novgorod ; Tsar de Kazan, Tsar d'Astrakhan, Tsar de Pologne, Tsar de Sibérie, Tsar de Chersonèse taurique, Tsar de Géorgie ; Seigneur de Pskov et Grand Prince de Smolensk, de Lituanie, de Volhynie, de Podolie et de Finlande ; Prince d'Estonie, de Livonie, de Courlande et de Sémigalie, de Samogitie, de Białystok, de Carélie, de Tver, de Yougor, de Perm, de Viatka, de Bogar et d'autres ; Souverain et Grand Prince de Nijni Novgorod, Tchernigov, Riazan, Polotsk, Rostov, Jaroslavl, Beloozero, Udoria, Oudorski, Kondia, Vitebsk, Mstsislaw ; Souverain et Seigneur d'Ibérie, de Karthli, des terres kabardes et de la province arménienne : Souverain héréditaire et possesseur des princes circassiens et montagnards et d'autres ; Souverain du Turkestan, héritier de Norvège, duc de Schleswig-Holstein, Stormarn, Dithmarschen et Oldenbourg, et ainsi de suite, et ainsi de suite. »

### Mythes populaires associés
Un mythe récurrent dans l'Empire russe est celui du « tsar libérateur » ou « Vrai tsar », censé soulager la misère du peuple. Il donna lieu à plusieurs prétendants au trône dont le « faux Dimitri ». Ce mythe servit d'appui aux nombreuses insurrections menées par les cosaques, dont les plus connues sont celle de Bolotnikov, en 1606, qui arrivera jusque sous les murs de Moscou, celle de Stenka Razine, de 1666 à 1671, et celle de Pougatchev, en 1773-1774.

### Dénomination de l'entourage du tsar
- La tsaritsa : impératrice souveraine ou impératrice consort de Russie (traduit en français par « tsarine »).
- Le tsarévitch ou grand-duc : fils ou petit-fils en ligne mâle du tsar et/ou de la tsaritsa. Lorsqu’il s’agit du fils aîné, qui est donc l’héritier apparent au trône, il s’appelle tsesarévitch. Cependant, dans l'usage, le français ne connaît que le terme tsarévitch défini (par le TLFi) comme le « fils aîné du tsar de Russie et prince héritier. » On a aussi utilisé dans cette langue les formes czarévitch et même césarovitch. En russe, le prénom du père suivi du suffixe « -vitch » vient indiquer la descendance masculine de ce dernier. Ainsi, le fils d'Alexandre est Alexandrovitch et le fils du tsar est donc tsarévitch.
- La tsarevna ou grande-duchesse : fille ou petite-fille en ligne mâle du tsar ou de la tsaritsa ou épouse d’un tsarévitch. Lorsqu’il s’agit de l’épouse du tsesarévitch, elle s’appelle tsesarevna.

## Souverains de Serbie

La Serbie de l'empereur Dušan

Le titre de « tsar » fut porté par deux souverains serbes :
- Stefan Uroš IV Dušan, de 1331 à 1355 ;
- son fils, Stefan Uroš V, de 1355 à 1371 ;
- le prince Lazar Hrebeljanović (1329- 28 juin 1389) fut désigné tsar à titre posthume, à la suite de son sacrifice lors de la bataille de Kosovo Polje.

Le tsar Stefan Uroš IV Dušan a acquis le droit et porté le titre de tsar une fois devenu souverain des Grecs. Il pouvait donc être Basileus. Les moines du Mont Athos ont accepté son couronnement pour cette raison. Après la mort de son fils et le démembrement de l'Empire serbe, le titre ne fut plus d'actualité.

## Tsars de Bulgarie

Carte représentant l'apogée territorial de la Bulgarie sous le règne de Siméon Ier.

Le titre de « tsar » est introduit par Siméon Ier de Bulgarie en 919 ; pour rivaliser avec l'Empire byzantin, il prend alors le titre de « tsar (car) des Bulgares et des Grecs ».

## Proverbe
On retrouve le mot « tsar » dans les proverbes russe « Бог высоко, царь далеко! » et bulgare « Бог високо, цар далеко! », qui signifient littéralement « Dieu est trop haut et le tsar trop loin ! ». Autrement dit, « ne comptons que sur nous-mêmes ».